# Bernhard Studer
Bernhard Studer (Büren an der Aare, 21 agosto 1794 – Büren an der Aare, 2 maggio 1887) è stato un geologo svizzero.

## Biografia
Fu educato per entrare nel clero, ma i suoi interessi passarono in seguito alle scienze. Nel 1815 divenne insegnante di matematica presso il ginnasio di Berna, e durante l'anno successivo, iniziò a studiare geologia presso l'Università di Gottinga come allievo di Johann Friedrich Ludwig Hausmann. Successivamente perfezionò i suoi studi a Friburgo, Berlino e Parigi.
Nel 1825 pubblicò la sua prima opera, Beyträge zu einer Monographie der Molasse. Più tardi iniziò le sue indagini sulle Alpi occidentali e pubblicò nel 1834 l'articolo ad esse Geologie der westlichen Schweizer-Alpen.
Nello stesso anno, fu fondata l'Università di Berna nella quale fu il primo professore di geologia. La sua opera Geologie der Schweiz è costituita da due volumi (1851-1853); e le sue mappe geologiche della Svizzera, furono preparate con l'aiuto di Arnold Escher von der Linth. Nel 1850 fu eletto membro estero della Geological Society of London.
Nel 1859 organizzò un'indagine geologica sulla Svizzera, e fu nominato presidente di commissione, e mantenne questa posizione fino alla fine della sua vita. Ebbe come supervisore Jules Marcou, che fu presente alla sua prima riunione nella Société helvétique des sciences naturelles a Ginevra il 6 ottobre 1815. Ottenne la medaglia Wollaston dalla Geological Society of London nel 1879. Nel 1882 fu eletto Membro Honorario Estero dell'American Academy of Arts and Sciences.